# 경전철운영사업소
경전철운영사업소(BTC Anpyeong Depot, 輕電鐵運營事業所)는 대한민국 부산광역시 기장군 철마면 안평리에 있는 부산교통공사 부산 도시철도 4호선 경전철의 차량기지이다. 4호선 개통 때부터 존재하였다. 4호선 시제 차량 시운전을 기지 내에서 진행한 바가 있다. 안평역과 선로가 이어져 있다는 점 때문에 안평차량사업소로 불리기도 하며, 이 선로를 따라 기지 내에 안평기지간이역(安平基地簡易驛)이 있다. 심야에 17편성이 주박한다.

## 안평기지간이역
안평기지간이역은 경전철운영사업소 내에 위치해 있는 부산 도시철도 4호선의 임시 승강장이다. 부산 도시철도의 역들 중 유일한 난간형 스크린도어 설치역이자 유일한 임시 승강장이다. 승강장에 내려서 경비실을 등진 방향으로 보았을 때 왼쪽에 선 열차는 약 1분 뒤 다시 미남 방향으로 회차하며 오른쪽에 선 열차는 기지로 입고하는 열차이다. 심야 시간대를 제외하면 이 곳에서 열차를 탈 수 있지만, 정식 영업 취급을 하지 않기 때문에 단순 도시철도 이용 목적으로 경전철운영사업소를 드나들 수 없다. 이 역은 경전철 홍보관, 휴메트로 테마파크만이 일반인에게 개방되어 있고, 승강장에 내려서 경비실에 신분증을 제시하여야 2곳에 한하여 입장이 가능하다. 그마저도 오후 5시 이후에는 출입이 통제되어 들어갈 수 없다. 이 곳에서 승·하차하는 사람들은 6량 칸, 즉 미남 방면 첫 번째 칸에서만 탈 수 있다. 또한 경전철 홍보관과 휴메트로 테마파크를 이용할 때도 이 역에서 내리는 경우 열차의 맨 뒷 객실로 가서 내려야 한다.

## 업무
- 부산교통공사 4000호대 전동차 입·출고 검수관리